# Fridtjof Tischendorf
Fridtjof Sæther Tischendorf (29 de marzo de 1997) es un deportista noruego que compite en snowboard. Consiguió dos medallas en los X Games de Invierno.

## Medallero internacional
| \| X Games de Invierno \| X Games de Invierno \| X Games de Invierno \| X Games de Invierno \| \| Año \| Lugar \| Medalla \| Prueba \| \| ------------------- \| ---------------------- \| ------------------- \| ------------------- \| \| 2019 \| Aspen (Estados Unidos) \| Medalla de oro \| Knuckle huck \| \| 2022 \| Aspen (Estados Unidos) \| Medalla de plata \| Knuckle huck \| |                        |                  |              |
| X Games de Invierno |                        |                  |              |
| Año | Lugar                  | Medalla          | Prueba       |
| 2019 | Aspen (Estados Unidos) | Medalla de oro   | Knuckle huck |
| 2022 | Aspen (Estados Unidos) | Medalla de plata | Knuckle huck |